# Aretaphila von Kyrene
Aretaphila von Kyrene (altgriechisch Ἀρεταφίλα) (bl. 50 v. Chr., Kyrene, einer antiken griechischen Kolonie in Nordafrika) war eine griechische Frau aus vornehmer Familie. Plutarch erwähnt sie in seinem Werk De mulierum virtutibus (Über die Tugenden der Frauen, Teil der Sammlung Moralia) im Kapitel XIX. Aretaphila. Sie besiegte den Tyrannen Nikokrates.
Aretaphila wurde zur Zeit des Mithridates VI. als Tochter von Aiglator geboren und war die Frau von Phaidimos, beide bedeutende Männer. Plutarch beschreibt sie mit schönen Zügen, und dass sie ungewöhnlich vernünftig gewesen sei und es ihr auch nicht an politischer Weisheit gefehlt habe. Weiter führt er aus, dass Nikokrates, der sich zum Tyrannen aufgeschwungen hatte, viele Personen ermorden ließ oder mit eigenen Händen tötete, wie Melanippos, den Priester des Apollon. Zu den Opfern gehörte auch Phaidimos, den Ehemann von Aretaphila. Er zwang Aretaphila dazu, ihn zu heiraten. Nikokrates bedachte sie mit Liebe und gewährte ihr seine Gunst, dennoch beunruhigte sie das Leiden ihres Landes. Ein Bürger nach dem anderen wurde getötet, ihr Eigentum wurde beschlagnahmt, ihre Häuser wurden zerstört, und es gab keine Hoffnung auf Abhilfe. Aretaphila war entschlossen, ihr Volk von dem gewalttätigen Herrscher zu befreien und entschloss sich, ihn zu vergiften. Nikokrates’ Mutter Kalbia erahnte ihre Pläne und überzeugte ihn, Aretaphila foltern zu lassen.
Aretaphilas erzwungene zweite Ehe brachte eine Tochter hervor, die sie ermutigte, den Bruder ihres Vaters, Leander (Leandros), zu verführen, um ihren tyrannischen Vater abzusetzen. Aretaphila konnte Leander überzeugen, Nikokrates zu ermorden. Leider erwies sich Leander als ebenso tyrannisch wie sein Bruder und veranlasste Aretaphila, einen neuen Plan auszuarbeiten, um ihr Volk von unterdrückenden ausländischen Herrschern zu befreien. Sie bestach den libyschen Prinzen Anabus, Leander zu fangen und ihn zu verhaften. Aretaphila wurde von der kyrenäischen Öffentlichkeit gefeiert und man bot ihr eine Rolle in der neuen Führung neben anderen Männern an, sie lehnte jedoch ab. Sie soll den Rest ihres Lebens im Frauenquartier ihres Hauses an ihrem Webstuhl verbracht haben.
Judy Chicago widmete Aretaphila von Kyrene eine Inschrift auf den dreieckigen Bodenfliesen des Heritage Floor ihrer 1974 bis 1979 entstandenen Installation The Dinner Party. Die mit dem Namen Aretaphilia of Cyrene beschrifteten Porzellanfliesen sind dem Platz mit dem Gedeck für Boudicca zugeordnet.